# Chakia
Chakia là một thành phố và là một khu vực quy hoạch (notified area) của quận Purba Champaran thuộc bang Bihar, Ấn Độ.

## Địa lý
Chakia có vị trí 26°25′B 85°03′Đ / 26,42°B 85,05°Đ Nó có độ cao trung bình là 52 mét (170 foot).

## Nhân khẩu
Theo điều tra dân số năm 2001 của Ấn Độ, Chakia có dân số 16.618 người. Phái nam chiếm 53% tổng số dân và phái nữ chiếm 47%. Chakia có tỷ lệ 51% biết đọc biết viết, thấp hơn tỷ lệ trung bình toàn quốc là 59,5%: tỷ lệ cho phái nam là 60%, và tỷ lệ cho phái nữ là 40%. Tại Chakia, 18% dân số nhỏ hơn 6 tuổi.